# Pumiliotoxin 251D
| Pumiliotoxin 251D                                                                                               | |
| | |
| IUPAC-név | (8R,8aS)-8-metil-6-[(2R)-2-metilhexilidén]-1,2,3,5,7,8a-hexahidroindolizin-8-ol                                           |
| Kémiai azonosítók                                                                                               | |
| CAS-szám | 73376-35-9 |
| PubChem | 6440480 |
| ChemSpider | 4944741 |
| ChEBI | 177689 |
| SMILES | O[C@]1(CC(=C\[C@H](C)CCCC)\CN2[C@H]1CCC2)C                                                                                |
| InChI | 1/C16H29NO/c1-4-5-7-13(2)10-14-11-16(3,18)15-8-6-9-17(15)12-14/h10,13,15,18H,4-9,11-12H2,1-3H3/b14-10-/t13-,15+,16+/m1/s1 |
| InChIKey | OKTQTXDNHCOLHT-AJKPHIATSA-N                                                                                               |
| UNII | P2LPB87CKN |
| ChEMBL | CHEMBL358960 |
| Kémiai és fizikai tulajdonságok                                                                                 | |
| Kémiai képlet                                                                                                   | C16H29NO |
| Moláris tömeg                                                                                                   | 251,41 g/mol |
| Veszélyek | |
| Főbb veszélyek                                                                                                  | Mérgező |
| Ha másként nem jelöljük, az adatok az anyag standardállapotára (100 kPa) és 25 °C-os hőmérsékletre vonatkoznak. | |

A  Pumiliotoxin 251D egyes nyílméregbéka-félék és a Melanophryniscus (a varangyfélék családjába tartozó nem) bőrében található mérgek egyike. Nem a békák állítják elő, hanem rovarban gazdag étrendjük során tesznek szert rá. A vegyület különösen mérgező a szúnyogok számára.
Többféle módon hat. Egyrészt gátolja a sejtekben a nátrium- és káliumcsatornák működését, másrészt a kalciumfüggő ATPáz enzimet (mely katalizálja az ATP lebontását ADP-re).
Néhány nyílméregbéka képes a mérget a sokkal hatékonyabb allopumiliotoxin 267A-vá alakítani.

## Fordítás
Ez a szócikk részben vagy egészben  a   Pumiliotoxin_251D című angol Wikipédia-szócikk fordításán alapul.  Az eredeti cikk szerkesztőit annak laptörténete sorolja fel. Ez a jelzés csupán a megfogalmazás eredetét és a szerzői jogokat jelzi, nem szolgál a cikkben szereplő információk forrásmegjelöléseként.
Ez a szócikk részben vagy egészben  az   ATPase című angol Wikipédia-szócikk fordításán alapul.  Az eredeti cikk szerkesztőit annak laptörténete sorolja fel. Ez a jelzés csupán a megfogalmazás eredetét és a szerzői jogokat jelzi, nem szolgál a cikkben szereplő információk forrásmegjelöléseként.